# Ermes I Stampa
Ermes Stampa (Milano, 1507 – 1557) è stato un vescovo cattolico e nobile italiano.

## Biografia
Ermes Stampa nacque nel 1507 dalla nobile casata milanese degli Stampa; era un fratello minore del celebre condottiero Massimiliano Stampa, marchese di Soncino. Venne avviato alla carriera ecclesiastica e studiò con il sostegno economico di Francesco II Sforza presso l'università di Padova, dove si laureò in legge nel 1530. Nel 1531 venne nominato senatore prelato del senato di Milano. Ermes Stampa fu protettore dell'umanista e letterato Gabriele Faerno; quest'ultimo rimase al suo servizio fono al 1549. Dopo aver cercato invano di ottenere la nomina a cardinale, nel 1541 divenne vescovo di Novara.
Già protonotario apostolico, contribuì alla stesura delle Constitutiones dominii Mediolanensis (o Novae Constitutiones) del Ducato di Milano che entrarono poi in vigore il 3 ottobre 1541 dopo la morte di Francesco II Sforza ed il passaggio del ducato milanese sotto la sovranità spagnola. All'interno della commissione incaricata della compilazione di questo testo giuridico troviamo varie figure di rilievo del panorama politico del ducato di Milano, quali Giacomo Filippo Sacco, Francesco Taverna, Giovannangelo Arcimboldi, Galeazzo Pietra, Marco Barbavara, Pietro Paolo Arrigoni ed Egidio Bossi.
Nel 1542 venne nominato senatore togato del senato milanese.
Venne dispensato per mezzo di indulto datato 29 novembre 1543 da papa Paolo III dagli ordini sacri per prendere in moglie Isabella Rangoni, figlia del conte Guido II Rangoni di Modena e della sua consorte Argentina Pallavicina. Le nozze ebbero luogo il 10 aprile 1544. La riduzione allo stato laicale di Ermes Stampa è curiosamente menzionata in una lettera di invettive attribuita a Bernardino Ochino e rivolta a Papa Paolo III, intitolata Epistola invectiva Bernhardj Occhinj in qua vita et res gestae Pauli tertij Pont. Max. describuntur, risalente al 1545 circa. Successe nella titolarità del marchesato di Soncino al fratello Massimiliano Stampa avendo ricevuto l'assenso imperiale da Carlo V con documento datato 30 gennaio 1544. Non venne confermato tuttavia nella carica di castellano di Milano da Filippo II, ma venne da questi insignito del titolo di cavaliere dell'Ordine di San Giacomo di Compostela. Nel 1546 dalla coppia nacque Massimiliano, destinato a succedere al padre.
Morì nel 1557.